# Беле (Ен, Рона-Алпи)
Беле (фр. Belley) је насељено место у Француској у региону Рона-Алпи, у департману Ен (Рона-Алпи).
По подацима из 2011. године у општини је живело 8761 становника, а густина насељености је износила 390,77 становника/km².

## Демографија
| 1962. | 1968. | 1975. | 1982. | 1990. | 2011. |
| ----- | ----- | ----- | ----- | ----- | ----- |
| 5.958 | 7.049 | 7.583 | 7.981 | 7.807 | 8.761 |